# Manuel Bedoya Suárez
Manuel Bedoya Suárez (Tarma, 13 de diciembre de 1855-Madrid, 1922) fue un militar, periodista y escritor peruano. Luchó en la Guerra del Pacífico, durante la defensa de Lima y la campaña de la Breña, siendo ayudante del general Andrés A. Cáceres. Como periodista, colaboró en diversas publicaciones periódicas de Lima. Compuso también obras teatrales, y un Diccionario militar.

## Biografía

### Nacimiento y estudios
Hijo del coronel José Agustín Bedoya y de María Ignacia Suárez. Hermano de Augusto Bedoya Suárez, que fue también militar, además de político.
Cursó su educación primaria en el Colegio San Ramón de Tarma. Trasladado a Lima, cursó la secundaria en el Colegio Peruano dirigido por el doctor Melchor T. García, y en el Colegio Nacional Nuestra Señora de Guadalupe. 
Colaboró en el periódico El Guadalupano, que fundaran un grupo de estudiantes de dicho plantel, publicando allí sus primeras creaciones literarias.
En 1876 ingresó a la Universidad Mayor de San Marcos, para cursar Derecho.

### Sus inicios como periodista
Paralelamente a sus estudios universitarios, integró la plana del diario El Comercio en calidad de cronista, publicando artículos literarios en prosa y verso. En esta labor se mantuvo hasta 1880 cuando dicho diario fue clausurado por la dictadura de Nicolás de Piérola. También colaboró en El Banquillo y El Comercio Español.

### Carrera militar
Al estallar la guerra del Pacífico en 1879, escribió algunos artículos de fervor patriótico para los diarios La Patria y La Opinión Nacional. Instalada la dictadura de Nicolás de Piérola y amenazada Lima por el avance del ejército chileno, decidió servir voluntariamente en el ejército. De manera simultánea continuó ejerciendo el periodismo. Escribió también una alegoría patriótica titulada Venganza, que fue estrenada con éxito en el Teatro Principal, en 1880.
En calidad de soldado pasó a servir en el torreón Manco Cápac del Callao, colaborando en la defensa de dicho puerto frente el bloqueo de las naves chilenas. Le acompañaba su hermano Augusto Bedoya Suárez.
Ya con el grado de capitán, pasó a la Sexta Compañía del 22.° Batallón. Luchó en la defensa de Lima, en las batallas de San Juan y Miraflores.
Consumada la caída de la capital peruana, él y su hermano Augusto se pusieron a las órdenes de su padre, el coronel José Agustín Bedoya, que era el jefe político y militar de Lima, y que desde Huacho se encargaba de organizar la resistencia a nombre de Piérola.
Ascendido a teniente coronel, fue nombrado comandante del Batallón N.° 9, que debía integrar una división de vanguardia cuya misión era hostigar al enemigo. Lamentablemente su padre falleció, al parecer envenenado, el 10 de octubre de 1881.
Los hermanos Bedoya se sumaron entonces al ejército de la resistencia que encabezaba el general Andrés A. Cáceres, que libró una heroica guerra contra el invasor denominada la Campaña de la Breña. Manuel fue ayudante del general Cáceres, con quien estuvo a su lado hasta la batalla de Huamachuco en 1883, donde se encargó de comandar una batería.
Finalizada la guerra, en 1883 fundó y dirigió La Prensa Libre, periódico que hizo oposición al gobierno del general Miguel Iglesias, por lo que sufrió de censura. Luego apoyó a la revolución cacerista contra Iglesias que triunfó en 1885.
La guerra civil dio pase a un gobierno de transición, que celebró elecciones en las que triunfó Cáceres, cuyo gobierno se inauguró en 1886. Bedoya fue nombrado subprefecto de Islay y, ya con el grado de coronel, pasó a ser subprefecto del Callao, de 1886 a 1889.

### Labor periodística y literaria
Continuó su labor de periodista y escritor. Colaboró en la revista El Perú Ilustrado; estrenó una comedia, Los conspiradores, en la que ridiculizó a los opositores del presidente Cáceres; y publicó en la prensa una serie de «Notas militares», sobre la guerra pasada. También se incorporó al Ateneo de Lima.
En el último tramo de su vida ejerció diversos empleos castrenses. Viajó a España y acabó falleciendo en Madrid, en 1922.

## Obras escritas
- Venganza, alegoría patriótica estrenada en 1880.
- Los conspiradores, comedia.
- Diccionario militar (1918).[1]